# Acrobasis craterantis
Acrobasis craterantis is een vlinder van de familie van de snuitmotten (Pyralidae). De wetenschappelijke naam van deze soort is voor het eerst voorgesteld als Hylopylora craterantis door Edward Meyrick in een publicatie uit 1933.
De soort komt voor in Congo-Kinshasa.